# Naklice
Naklice su selo u Splitsko-dalmatinskoj županiji, upravno pripadaju gradu Omišu. Prema popisu iz 2021. godine, imaju 239 stanovnika.
Pripadaju Poljicima, odnosno, bile su dijelom Poljičke Republike.

## Stanovništvo
| broj stanovnika | 65    |       | 128   | 142   | 163   | 178   |       |       | 202   | 214   | 247   | 210   | 189   | 187   | 224   | 236   | 237   |
|                 | 1857. | 1869. | 1880. | 1890. | 1900. | 1910. | 1921. | 1931. | 1948. | 1953. | 1961. | 1971. | 1981. | 1991. | 2001. | 2011. | 2021. |

## Kultura
Soparnik je posno autohtono poljičko jelo napravljeno iz jednostavnih pripravaka (brašno, blitva, kapula i luk začinjeno uljem i solju) ispečeno prastarim načinom na ujarenom kominu u žeravi s lugom. Pripremao se težacima, za posnih dana i u iznimnim prigodama.
Njegova tradicijska priprema ima svojstvo nematerijalnog kulturnog dobra Republike Hrvatske.

## Povijest
Naklice na ovom predjelu, na uzvisini od 235 m nad. visine, postoje od Kandijskih ratova, od sredine 17. stoljeća. Do tada su bile smještene na stjeljnjaku Babnjača, iznad naselja Prikog u Omišu a nazivaju se Nacle [nedostaje izvor] ili/i Nakle, što je starohrvatski naziv za područje koje oborinske vode naplavljuju. Zbog stradanja građevina i stanovništva sela, prolaskom europskih vojski prema Kandiji (otok Kreta), Nakličani (Naclani[nedostaje izvor]) se premještaju u današnji prostor, uz brdo Komorjak, oko već izgrađene crkve sv. Ante, svoga zaštitnika (patrona). Na prvobitnom prostoru sela Nacle, ostala je samo velika gromača (hrpa kamenja), koja se planira istražiti. Od tadašnjih obiteljskih plemena, do danas su u Naklicama ostala, Jakovčić (prije Jakovičić), Pavešković (prije Paveškov) i Pirić. Pleme Antičević najvjerojatnije vuče postojanje od tamošnjeg prezimena Perić, koje nije zabilježeno na današnjem prostoru Naklica. Između ta dva predjela, Babnjače i Komorjaka, proteže se klanac Lisičina s potokom Lisičina, koji se strmo spuštajući ka moru, ulijeva u rijeku Cetinu u Omišu. U samom kanjonu Lisičina, na strani Babnjače, na nadmorskoj visini od 200 m, nalazi se velika otvorena špilja, "Đorđuk Stipana špilja", kao sklonište i obrana od neprijatelja žiteljima Nacla. Za izletnike napomenut, da s Omiškog mosta, do središta Naklica, ima oko 2350 koraka odraslog čovjeka ili oko 1800 metara, pa su tako Naklice najbliže selo Omišu.

## Šport
U Naklicama djeluje boćarski klub Naklice, hrvatski prvoligaš u 2006. godini. Od 2016. godine natječu se u II. hrvatskoj boćarskoj ligi.
Od 2008. godine postoji i drugi boćarski klub u Naklicama pod imenom BK "Sveti Ante" (Prvotno nazvan BK "Naklice 2"). BK "Sv. Ante" čine redom mladi boćari iz Naklica. Natječe se u drugoj županijskoj ligi gdje gostuje po raznim mjestima županije SDŽ (Split, Turjaci, Cista Velika, Brela, Potravlje). Najveći uspjeh kluba je osvajanje naslova prvaka 2. lige SDŽ u sezoni 2012./2013 i 2015/2016.

## Poznate osobe
- Jozo Vrkić, hrvatski književnik
- Nedo Pavešković, hrvatski arhivist pri Ujedinjenim narodima